# Chrysler Newport
La Newport è un'autovettura full-size prodotta dalla Chrysler dal 1940 al 1941, dal 1949 al 1950 e dal 1961 al 1981. Il motore era montato anteriormente, mentre la trazione era posteriore. 

## La prima serie (1940-1941)

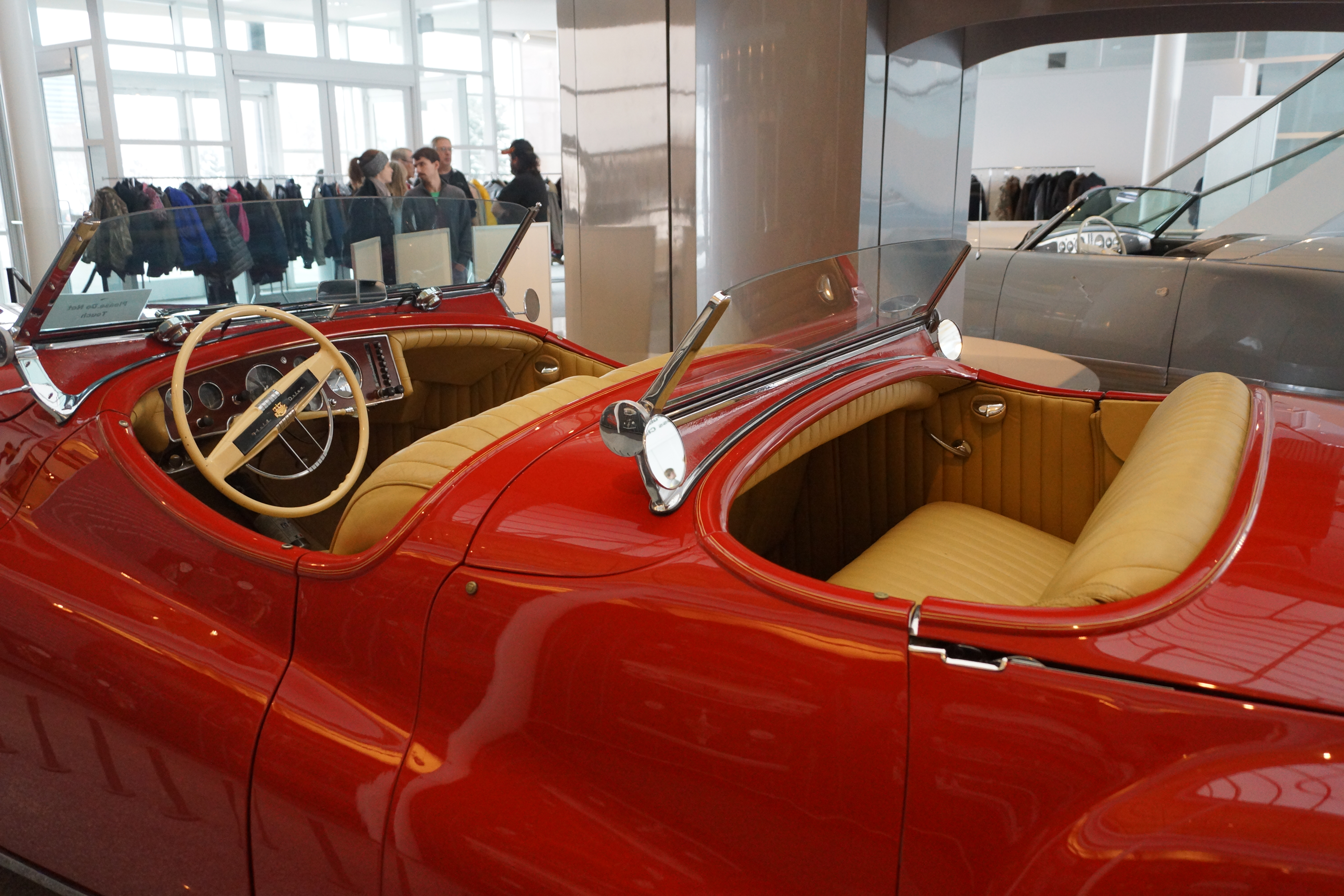
Interni

La prima serie di Newport, che fu denominata Chrysler Newport Phaeton, fu prodotta dal 1940 al 1941. Aveva una cazzorreria phaeton quattro porte ed era dotata di un motore ad otto cilindri in linea a valvole laterali da 5,3 L di cilindrata. Erano poi installati due carburatori ed un cambio manuale a tre rapporti. Quest'ultimo era disponibile anche con l'overdrive. Tale serie di Newport venne basata sulla Chrysler New Yorker. L'attrice Lana Turner possedette una Newport Phaeton così come Walter Chrysler, che la utilizzò come auto personale.
Una Newport Phaeton fu utilizzata come safety car alla 500 Miglia di Indianapolis del 1941. Dopo la gara, venne impiegata come auto personale dal figlio di Walter Chrysler.
Nel 1997 la Chrysler realizzò la concept car Phaeton, ispirata alla Newport Phaeton.

## La seconda serie (1949-1950)
La seconda serie del modello era una sottoserie della Windsor e della New Yorker. Più precisamente era la versione hardtop due porte, ovvero la particolare carrozzeria coupé che era caratterizzata dall'assenza del montante centrale. 

## La terza serie (1961-1964)

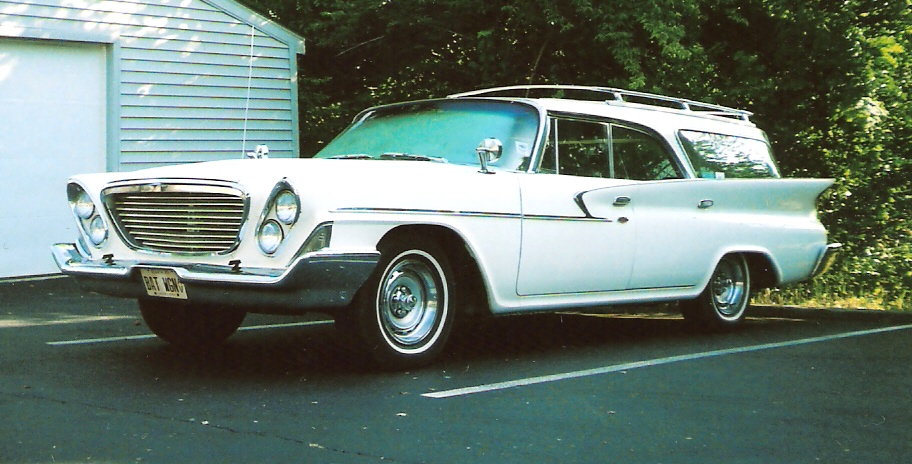
Una Chrysler Newport familiare

Nel 1961 la Newport ridiventò un modello a sé stante. Venne collocata alla base della gamma dell'offerta delle vetture full-size della Chrysler per occupare la fascia di mercato precedentemente ad appannaggio del marchio DeSoto, da poco soppresso. La Newport era offerta in versione berlina quattro porte, hardtop due e quattro porte, cabriolet due porte e familiare quattro porte. I motori disponibili erano dei V8 da 5,9 L, 6,3 L e 6,8 L. Il cambio era manuale o automatico a tre rapporti. Nel 1962 il modello fu leggermente rivisto. La novità più importante fu la modifica delle pinne posteriori. I due restyling più importanti furono però eseguiti nel 1963 e nel 1964. 

## La quarta serie (1965-1968)
Nel 1965 la Newport fu costruita sul pianale C del gruppo Chrysler, che condivideva con la 300, la New Yorker, la Dodge Polara e la Plymouth Fury. La linea assomigliava invece alla Lincoln Continental ed alle Imperial del 1964. I corpi vettura disponibili erano quasi gli stessi di quelli della serie precedente.
L'unica versione che ebbe un cambiamento fu la Chrysler Town & Country, che diventò un modello a sé stante. I motori disponibili erano un V8 da 6,3 L ed un V8 da 7,2 L. Il cambio offerto di serie era manuale a tre rapporti, mentre era offerta come opzione una trasmissione automatica a tre marce. Entrambi avevano la leva montata sul piantone dello sterzo. Era installato un quadro strumenti imbottito, dei tappetini anche per i passeggeri posteriori ed il bracciolo per i sedili. Questi ultimi erano a divanetto ma erano anche disponibili, tra le opzioni, i sedili singoli.
Nel 1967 la Newport e le altre Chrysler furono aggiornate. Venne modificata leggermente la linea. Nel 1968 furono invece cambiati la calandra e le luci posteriori. 

## La quinta serie (1969-1973)

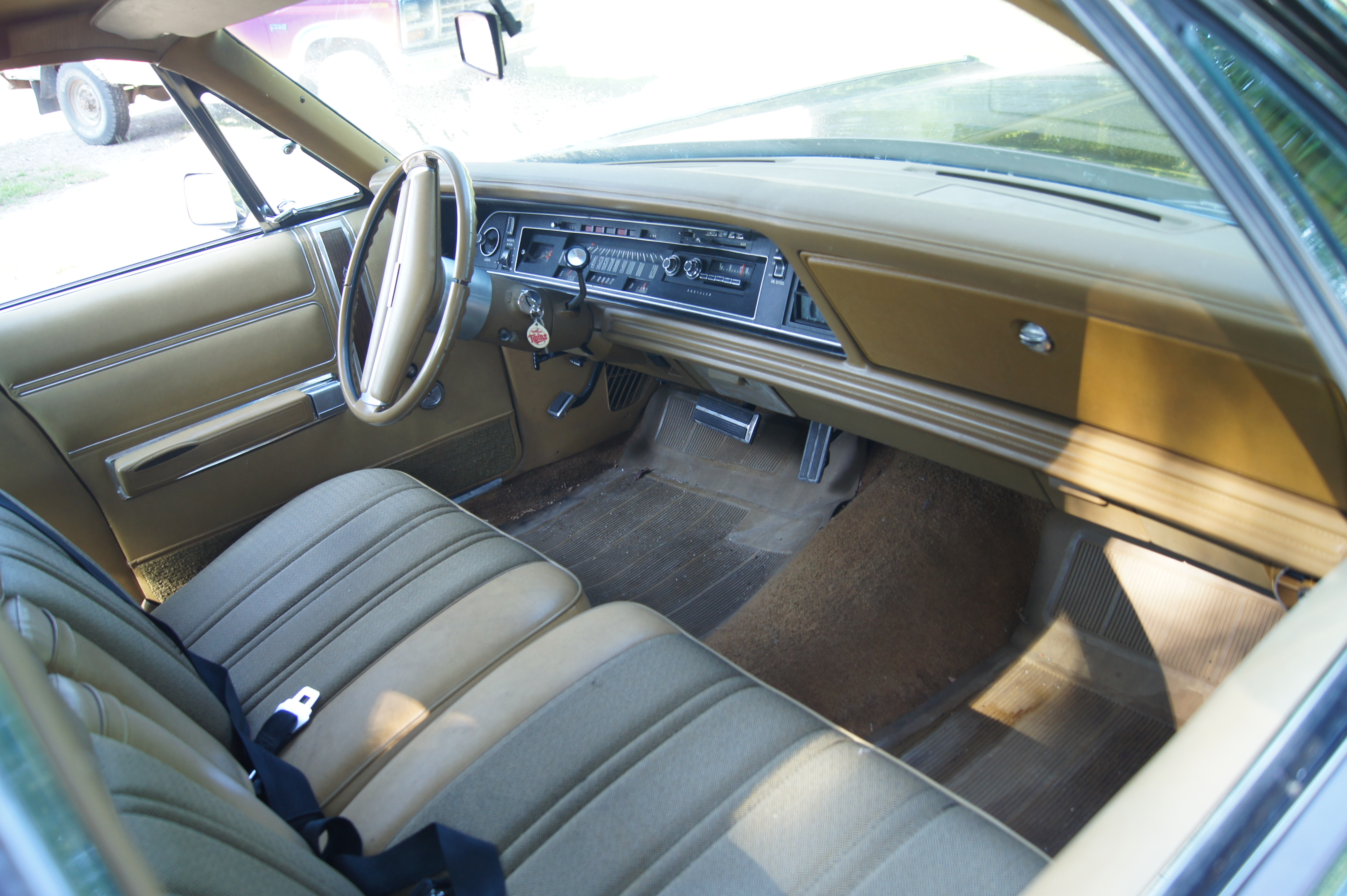
Interni

La Newport fu completamente riprogettata nel 1969. Questa serie di Newport era offerta in versione berlina quattro porte, hardtop due e quattro porte e cabriolet due porte. La versione familiare, infatti, era ancora un modello a sé stante, la Town & Wagon. I motori disponibili erano dei V8 da 5,9 L, 6,3 L, 6,6 L e 7,2 L. Anche questa serie del modello era basata sul pianale C del gruppo Chrysler. 

## La sesta serie (1974-1978)
La Newport fu completamente riprogettata mantenendo il pianale della serie precedente. Nonostante fossero state ridotte le dimensioni, il peso aumentò. L'introduzione di questa serie di Newport coincise con l'inizio degli effetti della crisi petrolifera dell'inizio degli anni settanta. I prezzi dei carburanti salirono vertiginosamente e le vendite dei modelli di autovettura di grandi dimensioni calarono vistosamente. Il gruppo Chrysler subì particolarmente il colpo, dato che neppure le sue auto più piccole vendettero bene. La Newport basata sul pianale C fu tolta dal mercato nel 1978 insieme alla New Yorker. 

## La settima serie (1979-1981)
Nel 1979 fu introdotta la nuova serie del modello, che ora si basava sul pianale R del gruppo Chrysler. I motori disponibili erano un sei cilindri in linea da 3,7 L e due V8 che avevano una cilindrata, rispettivamente, di 5,2 L e 5,9 L. Il nuovo pianale, rispetto al precedente, era più piccolo e leggero e quindi il veicolo consumava meno carburante. L'unica versione offerta era berlina quattro porte. All'inizio le vendite andarono bene, ma i conti generali della Chrysler peggiorarono. Inoltre, gli effetti della crisi petrolifera furono sempre più pesanti e quindi il gruppo automobilistico statunitense decise di puntare su modelli più piccoli a trazione anteriore.